# Teodoro II di Costantinopoli
Teodoro Irenico, noto anche come Teodoro Kopas o Koupas (Κωπάς / Κουπάς), (in greco Θεόδωρος Β' Εἰρηνικός?; XII secolo – 31 gennaio 1216) è stato un politico e arcivescovo ortodosso bizantino, che fu un alto funzionario e primo ministro durante gran parte del regno dell'imperatore bizantino Alessio III Angelo (r. 1195–1203). Dopo la caduta di Costantinopoli durante la Quarta Crociata, fuggì nell'Impero di Nicea, dove divenne monaco e servì come Patriarca di Costantinopoli in esilio tra il 1214 e il 1216.

## Carriera politica
Uomo intelligente, eloquente e colto, salì al potere in seguito alla caduta in disgrazia e all'esilio del funzionario preferito di Alessio, Costantino Mesopotamites, nell'autunno del 1197. Irenico successe a Mesopotamites nel suo incarico di palazzo riservato e influente di epi tou kanikleiou ("segretario del calamaio imperiale"), e come primo ministro. Ricoprì anche la carica di giudice maggiore di pansebastos sebastos. Secondo il racconto dello storico contemporaneo Niceta Coniata, Irenico temeva di condividere il destino di Mesopotamites e quindi esercitò il suo potere con grande moderazione. Era ansioso di non inimicarsi l'aristocrazia ereditaria che dominava la corte imperiale e che aveva minato la posizione del Mesopotamites. A tal fine, trascurò anche di intraprendere le riforme di cui l'Impero aveva un disperato bisogno.

## Esilio e carriera ecclesiastica
Nell'aprile del 1204, Costantinopoli cadde per mano dei soldati della Quarta Crociata e, come molti leader bizantini, Irenico fuggì dalla città e cercò rifugio in Asia Minore. Lì Teodoro fu tonsurato come monaco. Nel 1209, il neo proclamato imperatore di Nicea, Teodoro I Lascaris, lo nominò cartophylax del Patriarcato di Costantinopoli, ristabilito in esilio a Nicea. Lascaris gli conferì anche il titolo di hypatos ton philosophon, un titolo prestigioso assegnato al capo della facoltà di filosofia di Costantinopoli.
Il 28 settembre 1214, Teodoro fu eletto Patriarca di Costantinopoli dal sinodo patriarcale. Il suo mandato fu caratterizzato dal suo aperto confronto con la Chiesa cattolica, in particolare per quanto riguarda la legittimità del Patriarcato latino di Costantinopoli e del controllo cattolico sulle popolazioni greco-ortodosse governate da principi latini.
Teodoro Irenico morì il 31 gennaio 1216.